# Quy ước

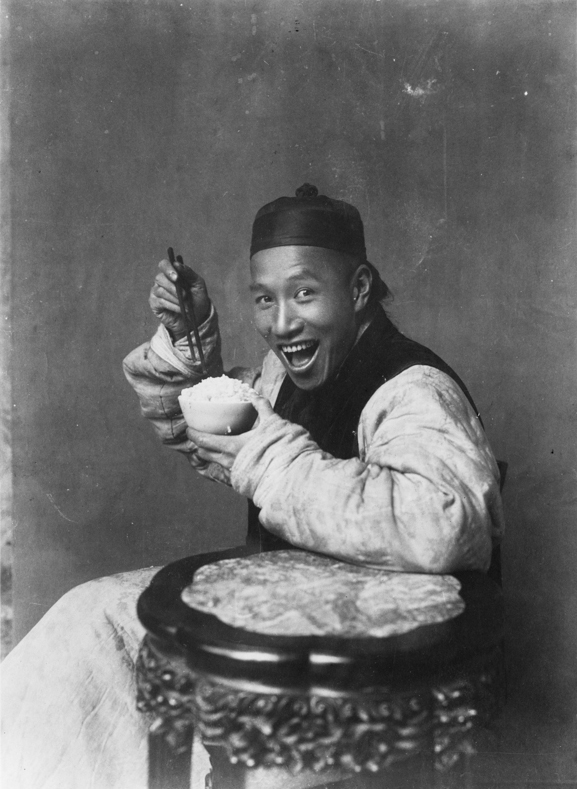
Trong thế kỷ 19 và đầu thế kỷ 20, các bức ảnh không thường mô tả những người đang cười theo các quy ước văn hóa của văn hóa Victoria và Edwardian. Ngược lại, bức ảnh Ăn Cơm, Trung Quốc phản ánh thái độ văn hóa khác nhau của thời đại, miêu tả một người đàn ông Trung Quốc đang cười.

Quy ước là một tập hợp các tiêu chuẩn, chuẩn mực, chuẩn mực xã hội hoặc tiêu chí được chấp nhận, thường được chấp nhận, thường có hình thức luật tục.
Trong bối cảnh xã hội, một quy ước có thể giữ lại đặc tính của "luật bất thành văn" về phong tục (ví dụ, cách mọi người chào hỏi nhau, chẳng hạn như bắt tay nhau). Một số loại quy tắc hay hải quan có thể trở thành luật và quy định lập pháp có thể được giới thiệu để chính thức hóa hoặc thi hành các quy ước (ví dụ, luật xác định trên ở phía nào của đường xe phải được điều khiển).
Trong khoa học vật lý, các giá trị số (như hằng số, số lượng hoặc thang đo) được gọi là thông thường nếu chúng không đại diện cho một tính chất đo lường của tự nhiên, nhưng bắt nguồn từ một quy ước, ví dụ trung bình của nhiều phép đo, được thỏa thuận giữa các nhà khoa học làm việc với các giá trị này.

## Chung
Một quy ước là một lựa chọn trong số hai hoặc nhiều lựa chọn thay thế, trong đó quy tắc hoặc thay thế được thỏa thuận giữa những người tham gia. Thông thường từ này đề cập đến phong tục bất thành văn được chia sẻ trên toàn cộng đồng. Ví dụ, thông thường trong nhiều xã hội, những người lạ được giới thiệu bắt tay. Một số công ước được lập pháp rõ ràng; ví dụ, thông thường ở Hoa Kỳ và ở Đức, người lái xe lái xe ở bên phải đường, trong khi ở New Zealand và Vương quốc Anh lái xe bên trái. Tiêu chuẩn hóa thời gian là một quy ước của con người dựa trên chu kỳ mặt trời hoặc lịch. Mức độ mà công lý là thông thường (trái ngược với tự nhiên hoặc khách quan) trong lịch sử là một cuộc tranh luận quan trọng giữa các nhà triết học.
Bản chất của các công ước đã đưa ra thảo luận triết học lâu dài. Quine, Donald Davidson và David Lewis đã xuất bản các bài viết có ảnh hưởng về chủ đề này. Tài khoản quy ước của Lewis đã nhận được một bài phê bình mở rộng trong cuốn Sự kiện xã hội của Margaret Gilbert (1989), nơi một tài khoản thay thế được đưa ra. Một quan điểm khác về quy ước xuất phát từ Ngôn ngữ của Ruth Millikan: Mô hình Sinh học (2005), một lần nữa chống lại Lewis.
Theo David Kalupahana, Đức Phật đã mô tả các quy ước về việc liệu ngôn ngữ, xã hội, chính trị, đạo đức, đạo đức hay thậm chí tôn giáo là phát sinh tùy thuộc vào các điều kiện cụ thể. Theo mô hình của ông, khi các công ước được coi là thực tế tuyệt đối, chúng góp phần gây ra chủ nghĩa giáo điều, từ đó dẫn đến xung đột. Điều này không có nghĩa là các quy ước nên được bỏ qua tuyệt đối là không thực tế và do đó vô dụng. Thay vào đó, theo tư tưởng của Phật giáo, một người khôn ngoan chấp nhận một cách trung gian mà không giữ các quy ước là tối thượng hoặc phớt lờ chúng khi chúng có kết quả.

## Các quy ước xã hội hoặc xã hội

### Xã hội
Trong xã hội học, một quy tắc xã hội đề cập đến bất kỳ quy ước xã hội nào thường được tuân thủ trong xã hội. Các quy tắc này không được viết trong luật hoặc chính thức khác. Trong chủ nghĩa xây dựng xã hội có một sự tập trung lớn vào các quy tắc xã hội. Có ý kiến cho rằng các quy tắc này được xây dựng xã hội, rằng các quy tắc này hành động theo mọi thành viên trong xã hội, nhưng đồng thời, được sản xuất lại bởi các cá nhân.
Các nhà xã hội học đại diện cho chủ nghĩa tương tác tượng trưng cho rằng các quy tắc xã hội được tạo ra thông qua sự tương tác giữa các thành viên của một xã hội. Sự tập trung vào tương tác tích cực làm nổi bật tính chất dịch chuyển, thay đổi của các quy tắc xã hội. Đây là cụ thể cho bối cảnh xã hội, một bối cảnh thay đổi theo thời gian và địa điểm. Điều đó có nghĩa là một quy tắc xã hội thay đổi theo thời gian trong cùng một xã hội. Những gì đã được chấp nhận trong quá khứ có thể không còn là trường hợp nữa. Tương tự, các quy tắc khác nhau trên không gian: những gì được chấp nhận trong một xã hội có thể không được như vậy trong một xã hội khác.
Các quy tắc xã hội phản ánh những gì được chấp nhận hoặc hành vi bình thường trong mọi tình huống. Khái niệm diễn ngôn của Michel Foucault liên quan chặt chẽ đến các quy tắc xã hội vì nó đưa ra một lời giải thích khả dĩ về cách các quy tắc này được định hình và thay đổi. Đó là các quy tắc xã hội cho mọi người biết hành vi bình thường đối với bất kỳ danh mục cụ thể nào. Do đó, các quy tắc xã hội nói với một người phụ nữ cách cư xử theo cách nữ tính, và một người đàn ông, làm thế nào để đàn ông. Các quy tắc khác như sau:
- Người lạ được giới thiệu bắt tay, như trong xã hội phương Tây, nhưng 
  - Cúi đầu về phía nhau, ở Hàn Quốc, Nhật Bản và Trung Quốc
  - Miễn nhau ở Thái Lan
  - Đừng cúi đầu chào nhau, theo truyền thống Do Thái
  - Ở Hoa Kỳ, ánh mắt, cái gật đầu về phía nhau và một nụ cười, không cúi đầu; lòng bàn tay hướng sang một bên, không hướng lên hay hướng xuống, trong một cái bắt tay kinh doanh.
  - Trao danh thiếp cho nhau, trong các cuộc họp kinh doanh (cả hai tay tại Nhật Bản)
- Nhấp gót cùng nhau, trong khi chào trong một số bối cảnh quân sự[3]
- Một người phụ nữ cúi chào (curtsey), trong một số xã hội
- Ở Trung Đông, không bao giờ hiển thị lòng bàn chân về phía người khác, vì điều này sẽ được coi là một sự xúc phạm nghiêm trọng.
- Ở nhiều trường, mặc dù chỗ ngồi dành cho học sinh không được chỉ định nhưng chúng vẫn bị "khiếu nại" bởi một số học sinh và việc ngồi ở ghế của người khác được coi là một sự xúc phạm

## Chính phủ
Trong chính phủ, quy ước là một tập hợp các quy tắc bất thành văn mà những người tham gia trong chính phủ phải tuân theo. Các quy tắc này chỉ có thể được bỏ qua nếu biện minh rõ ràng hoặc có thể được cung cấp. Nếu không, hậu quả theo sau. Hậu quả có thể bao gồm bỏ qua một số quy ước khác mà cho đến nay đã được tuân theo. Theo học thuyết truyền thống (Dicey), các công ước không thể được thi hành tại các tòa án, bởi vì chúng là các bộ quy tắc không hợp pháp. Công ước đặc biệt quan trọng trong Hệ thống chính quyền Westminster, nơi có nhiều quy tắc bất thành văn.

## Luật quốc tế
Thuật ngữ "công ước" cũng được sử dụng trong luật quốc tế để chỉ những tuyên bố chính thức nhất định về nguyên tắc như Công ước về Quyền trẻ em. Các công ước được thông qua bởi các cơ quan quốc tế như Tổ chức Lao động Quốc tế và Liên Hợp Quốc. Các công ước được thông qua thường chỉ áp dụng cho các quốc gia phê chuẩn chúng và không tự động áp dụng cho các quốc gia thành viên của các cơ quan đó. Những công ước này thường được coi là có lực lượng điều ước quốc tế cho các quốc gia phê chuẩn. Nổi tiếng nhất trong số này có lẽ là một số Công ước Geneva.